# Tephrocactus recurvatus
Tephrocactus recurvatus ist eine Pflanzenart in der Gattung Tephrocactus aus der Familie der Kakteengewächse (Cactaceae). Das Artepitheton recurvata bedeutet ‚zurückgekrümmt, zurückgebogen‘.

## Beschreibung
Tephrocactus recurvatus bildet kompakte, wenig bis stark aufgewölbte Polster mit Durchmessern von bis zu 30 Zentimeter. Die blaugraugrünen, stumpf eiförmigen bis etwas kugelförmigen, stark gehöckerten Triebabschnitte sind 2 bis 3 Zentimeter lang und weisen Durchmesser von 1,8 bis 3 Zentimeter auf. Die runden Areolen sind tief in die Triebabschnitte eingesenkt und sind reichlich mit weißen Glochiden besetzt. Aus ihnen entspringen zwei bis sechs hellgraue, unregelmäßig gebogene und verwundene, kaum stechende Dornen mit rauer Oberfläche, die 2 bis 5 Zentimeter lang sind.
Die weißen Blüten sind zu ihren Spitzen hin violett getönt und weisen eine Länge von etwa 3 Zentimeter auf. Ihr trichterförmiges Perikarpell ist mit mehreren Areolen besetzt, die ein bis zwei (selten bis vier) derbe Dornen von bis zu 1,2 Zentimeter Länge tragen. Die hellbraunen, krugförmigen Früchte öffnen sich nicht und vertrocknen. Sie erreichen eine Länge von etwa 2 Zentimeter und einen Durchmesser von 1,5 Zentimeter.

## Verbreitung und Systematik
Tephrocactus recurvatus ist in der argentinischen Provinz San Juan in Höhenlagen von 850 bis 2350 Metern verbreitet.
Die Erstbeschreibung als Cumulopuntia recurvata erfolgte 2001 durch Klaus Gilmer und Hans-Peter Thomas. David Richard Hunt und Christiane Ritz stellten die Art 2011 in die Gattung Tephrocactus. Ein weiteres nomenklatorisches Synonym ist Maihueniopsis recurvata (Gilmer & H.P.Thomas) R.Kiesling (2003).

## Nachweise